# Jan Hein Donner
Johannes Hendrikus (Hein) Donner (La Haia, 6 de juliol de 1927 – 27 de novembre de 1988) fou un Gran Mestre i escriptor d'escacs neerlandès. Donner va guanyar el Campionat dels Països Baixos els anys 1954, 1957 i 1958. La FIDE li va atorgar el títol de GM el 1959. Va jugar pels Països Baixos en 11 Olimpíades d'escacs (1950–1954, 1958–1962, 1968, 1972–1978). Fou l'oncle de l'exministre d'Ocupació i Afers Socials dels Països Baixos, Piet Hein Donner.
El 24 d'agost de 1983 Donner va patir un accident cerebral, del qual va escriure "just a temps, perquè quan tens 56 anys no jugues a escacs igual com si en tinguessis 26". Després de sobreviure al cop, va anar a viure a Vreugdehof, lloc que va descriure com a "una classe de casa infermeria". Fou incapaç de caminar, però va aprendre a escriure amb un dit, i va escriure per NRC Handelsblad i Schaaknieuws.

## Columnista
Donner fou també columnista i escriptor d'escacs. Fou famós per les seves columnes obertament i sovint escandaloses sobre temes com les dones, la política, i fou seguidor del Gran Mestre neerlandès Lodewijk Prins, qui Donner proclamà "no es pot dir un cavall d'un alfil".
El 1987 es publicà el llibre De Koning ("El Rei"), que contenia 162 de les seves columnes d'escacs, però totes les escrites entre 1950 i 1983, varen ser recollides per Tim Krabbé i Max Pam. També el 1987, Donner va rebre el premi Henriёtte Roland-Holst, un dels premis literaris més prestigiosos dels Països Baixos, per Na mijn dood geschreven ("Escrit després de la meva mort"), una selecció del mini-columnes que escriví per NRC Handelsblad. El 27 de novembre de 1988, Donner morí d'una hemorràgia gàstrica. Fou enterrat al cementiri de Zorgvlied.
DEl 2006, New in Chess publicà una traducció anglesa de De Koning, titulada The King: Chess Pieces.

## Partides notables
Donner va considerar les següents partides les millors que va fer:
Donner–Octavio Troianescu, Wageningen Zonal, 1957 
1.d4 Cf6 2.c4 e6 3.Cc3 Ab4 4.e3 c5 5.Ad3 0-0 6.Cf3 d5 7.0-0 Cc6 8.a3 cxd4 9.exd4 dxc4 10.Axc4 b7 11.Te1 a6 12.Aa2 b5 13.d5 exd5 14.Cxd5 Cxd5 15.Dxd5 Ab7 16.Dh5 g6 17.Dh6 Cd4 18.Cg5 Axg5 19.Axg5 Db6 20.Tad1 Tac8 21.Te7 Dd6 22.Rh1 Dc6 23.Txb7 Cf5 24.Ad5 Dc2 25.Tc1 De2 26.Axf7+ Rh8 27.Af6+ 1–0
Donner–Larsen, Wageningen Zonal 1957 
1.d4 Cf6 2.c4 g6 3.g3 Ag7 4.Ag2 0-0 5.Cc3 d6 6.Cf3 Cc6 7.0-0 a6 8.d5 Ca5 9.Cd2 c5 10.Dc2 Tb8 11.b3 b5 12.cxb5 axb5 13.Ab2 b4 14.Cd1 Aa6 15.Te1 Ah6 16.e4 Axd2 17.Dxd2 c4 18.e5 Ce8 19.Dd4 c3 20.Cxc3 bxc3 21.Axc3 f6 22.Da7 Cxb3 23.axb3 Ta8 24.Aa5 Txa7 25.Axd8 fxe5 26.f4 Cg7 27.Ab6 Taa8 28.fxe5 Cf5 29.exd6 exd6 30.Af2 Tfb8 31.g4 Ch6 32.Te7 Cxg4 33.Ad4 Tb4 34.Tg7+ Rf8 35.Txh7 Ab7 36.Tf1+ Re8 37.Ag7 Td8 38.Tf8+ Rd7 39.Af6+ 1–0